# 观洲站
观洲站位于中华人民共和国江西省南昌市西湖区抚生南路与云锦路交叉口地下，是南昌地铁4号线的地铁车站，本站于2021年12月26日和4号线一同启用。

## 车站结构
车站位于抚生南路与云锦路交叉口，为地下二层岛式车站:54。

### 楼层
| 1层  | 地面               | 出入口                     |  |  |
| -1层 | 站厅               | 自动售票机、客服中心       |  |  |
| -2层 |                    | █ 4号线 往白马山（丁家洲） |  |  |
|      | 岛式站台，左侧开门 |                            |  |  |
|      |                    | █ 4号线 往鱼尾洲（云天路） |  |  |

### 设计
本站是4号线的特色站之一，车站结合桃花镇的特色，以盛开桃树作为设计元素，通过绽放的桃花及其枝挺的姿健来展现城市商贸繁荣和旺盛的生命力，体现社会与自然的完美结合。

### 出入口
观洲站目前开放3个出入口，截止2025年6月，2号口仍在建设中并即将完工。
| 编号           | 指示                     | 图片 | 建议前往的目的地                                                            |
| -------------- | ------------------------ | ---- | --------------------------------------------------------------------------- |
| 出口 · 1L      | 抚生南路东侧，云锦路北侧 |      | 翠菊路、南昌市文化馆                                                        |
| · （暂未开通） | 抚生南路西侧，云锦路北侧 |      | 南昌大悦城、金环路、天虹购物中心、九洲上郡、金观路、银环路、朝阳中央公园    |
| 出口 · 3L      | 抚生南路西侧，云锦路南侧 |      | 观洲街、金观路、东亚朝阳SOHO、银环路、万达广场、桃花商业广场、观洲·阳光小区 |
| 出口 · 4L      | 抚生南路东侧，云锦路南侧 |      | 翠菊路、新力洲悦                                                            |
| 註： 設有      |                          |      |                                                                             |

## 历史
- 2016年6月8日，江西省环境保护厅发布了《南昌市轨道交通4号线一期工程拟受理情况的公示》[5]，并公布了《南昌市轨道交通4号线一期工程环境影响报告书（全文公示稿）》，由此得知本站工程名为云锦路站[2]。
- 2017年2月8日，南昌轨道交通集团有限公司公布了《2、3号线站点更名及4号线命名方案获批》，由此得知本站正式站名为观洲站[6]。